# 第48回世界卓球選手権団体戦
第48回世界卓球選手権団体戦（だい48かいせかいたっきゅうせんしゅけんだんたいせん）は、2006年4月24日から5月1日まで、ドイツのブレーメンのAWDドームで開催された。男子は中国が3連覇、女子は中国が7連覇を果たした。
当初、開催地にはブレーメンの他にベオグラードが名乗りをあげていたが、2003年5月21日、第47回世界卓球選手権個人戦中の国際卓球連盟総会で開催地決定がなされる直前、ベオグラードが立候補を取り下げ、ブレーメンが開催地に決定した。
試合形式は11点5ゲーム制、シングルスのみ5試合中3試合を制したチームが勝利（ABCAB、XYZYXのいずれかの順に選手が出場）であった。
予選リーグはそれぞれが6チームずつ4つのリーグに分けて行われ、上位3位以内に入ったチームが決勝トーナメントで優勝を争った。

## 結果

### 男子
| 順位 | チーム       | 主な出場選手 |
| ---- | ------------ | --- |
| 1    | 中国         | 王励勤、馬琳、王皓、陳玘、馬龍                                                                                     |
| 2    | 韓国         | 朱世赫、柳承敏、呉尚垠、李廷佑                                                                                     |
| 3    | ドイツ       | ティモ・ボル、クリスティアン・ズース、ヨルグ・ロスコフ、バスティアン・シュテガー、ソルタン・フェイヤー＝コーナート |
| 3    | 香港         | リ・チン、高礼澤、チェン・ユック                                                                                   |
| 5    | チェコ       | ピーター・コルベル、クラーセク、ビーボルニー                                                                       |
| 6    | ロシア       | アレクセイ・スミルノフ、ドミトリ・マズノフ、フェドル・クズミン、キリル・スカチコフ                                 |
| 7    | フランス     | パトリック・シーラ、ダミアン・エロワ、ロー、ジョベール                                                             |
| 8    | オーストリア | 陳衛星、ヴェルナー・シュラガー、ロベルト・ガルドシュ                                                               |
| 9    | ルーマニア   | アドリアン・クリシャン、アンドレイ・フィリモン                                                                     |
| 10   | スウェーデン | ヤン＝オベ・ワルドナー、カールソン、スンクウィスト                                                                 |
| 11   | ギリシャ     | カリニコス・クレアンガ、パナギオティス・ギオニス、チオカス                                                         |
| 12   | ベルギー     | ジャン＝ミッシェル・セイブ、フィリップ・セイブ、マルティン・ブラタノフ、ボスト                                     |

| 予選 | 1位    | 2位          | 3位          | 4位                  | 5位        | 6位        |
| ---- | ------ | ------------ | ------------ | -------------------- | ---------- | ---------- |
| A組  | 中国   | ルーマニア   | スウェーデン | イタリア             | デンマーク | オランダ   |
| B組  | 韓国   | フランス     | ベルギー     | 日本                 | クロアチア | ブラジル   |
| C組  | ドイツ | オーストリア | チェコ       | セルビア             | ノルウェー | ポーランド |
| D組  | 香港   | ロシア       | ギリシャ     | チャイニーズタイペイ | ベラルーシ | スロバキア |

### 女子
| 順位 | チーム       | 主な出場選手                                                                   |
| ---- | ------------ | ------------------------------------------------------------------------------ |
| 1    | 中国         | 張怡寧、王楠、郭躍                                                             |
| 2    | 香港         | 帖雅娜、林菱、柳絮飛                                                           |
| 3    | ベラルーシ   | ビクトリア・パブロビッチ、ベロニカ・パブロビッチ、タチアナ・コストロミナ       |
| 3    | 日本         | 福原愛、金沢咲希、福岡春菜、平野早矢香、藤沼亜衣                               |
| 5    | 韓国         | 金璟娥、朴美英、文炫晶                                                         |
| 6    | ハンガリー   | クリスティナ・トート、ゲオルギナ・ポータ、ペトラ・ロバス                       |
| 7    | 北朝鮮       | キム・ミヨン、コ・ウンギョン、リョム・ウォンオク                               |
| 8    | オーストリア | リュウ・ジャ、リ・チャンビン                                                   |
| 9    | シンガポール | リ・ジャウェイ、チャン・シュエリン、シー・ヤン                                 |
| 10   | クロアチア   | タマラ・ボロシュ、コルネリア・バイダ、バオビッチ                               |
| 11   | ドイツ       | ニコレ・シュトルーゼ、エルケ・ボージク、呉佳多、クリスティン・ジルバーアイゼン |
| 12   | チェコ       | シュトルビーコバー、バチェノフスカ、スミシュチーコバー                         |

| 予選 | 1位  | 2位          | 3位          | 4位        | 5位        | 6位                  |
| ---- | ---- | ------------ | ------------ | ---------- | ---------- | -------------------- |
| A組  | 中国 | ベラルーシ   | チェコ       | ルーマニア | セルビア   | インド               |
| B組  | 香港 | 北朝鮮       | ハンガリー   | フランス   | ポーランド | チャイニーズタイペイ |
| C組  | 韓国 | オーストリア | ドイツ       | オランダ   | イタリア   | オーストラリア       |
| D組  | 日本 | クロアチア   | シンガポール | ロシア     | スロバキア | アメリカ合衆国       |

## 日本における放送
テレビ東京系列で放送がされた。解説を佐藤利香、キャスターを照英、実況を植草朋樹、現地レポートを水原恵理、進行を大橋未歩が務めた。